# Waitangi Day
Waitangi Day is een nationale feestdag in Nieuw-Zeeland, en valt ieder jaar op 6 februari. De dag viert het Verdrag van Waitangi, het document dat op 6 februari 1840 werd ondertekend waardoor de staat Nieuw-Zeeland een feit werd.

## Geschiedenis
Het verdrag werd ondertekend in de landerijen rondom het huis van James Busby in Waitangi in de Bay of Islands in het uiterste noorden van het land. Een voorlopige versie was de dag ervoor aan de lokale Maori-leiders gegeven en gouverneur William Hobson was teruggegaan naar zijn schip, de HMS Herald, met het idee dat de Maori de tekst een dag of wat zouden bespreken om het uiteindelijk te ondertekenen. De Maori hadden echter het idee dat het de volgende dag (6 februari) zou worden getekend, en hadden niet genoeg eten om nog een dag te blijven. Hobson werd gehaald, en het verdrag werd op 6 februari getekend.

### Viering
De eerste Waitangi Day werd pas in 1934 gevierd. In 1932 had de toenmalige gouverneur-generaal Lord Bledisloe het verlopen huis van James Busby aangekocht en aan de staat gegeven. Het huis werd in ere hersteld en de viering in 1934 was tevens een viering van deze restauratie. In 1940 speelde het huis een grote rol in de viering van het 100-jarig bestaan van de staat, en vanaf de vijftiger jaren worden er jaarlijks vieringen gehouden.

### Nationale feestdag
Waitangi Day werd in 1957 door de Labour-partij voorgesteld als nationale feestdag in hun partijprogramma voor de verkiezingen. Uiteindelijk was de partij er toch niet happig op een extra vrije dag in te voeren, en het werd na invoering van extra wetgeving in 1960 mogelijk voor regio's om een al bestaande regionale feestdag in te ruilen voor Waitangi Day.

### New Zealand Day
Na een grote overwinning in 1972 van de Labour-partij kondigde premier Norman Kirk op 6 februari 1973 aan dat Waitangi Day vanaf 1974 een nationale feestdag zou worden. De wetgeving die werd goedgekeurd hiervoor hernoemde de dag tot "New Zealand Day". De naamsverandering duidde aan dat niet alleen het ondertekenen van het document, maar met name het staat-zijn van Nieuw-Zeeland werd gevierd.
De herdenkingen rondom New Zealand Day waren uitgebreid en groots opgezet in 1974. In 1975 waren de vieringen van een minder kaliber, mede door het recentelijk overlijden van Norman Kirk.
Nadat Labour de verkiezingen in 1975 verloor veranderde de nieuwe regering de naam in 1976 terug naar Waitangi Day.

## Protest
Alhoewel het de nationale feestdag is in Nieuw-Zeeland, worden de vieringen vaak verstoord door protesten van Maori-activisten. Meestal zijn er een paar honderd activisten in Waitangi, die proberen de Maorivlag te hijsen. Ook wordt er geprobeerd de vlaggenmast neer te halen, een "traditie" die uit de 19e eeuw stamt waarbij Maori's vlaggenmasten omhakten bij disputen over landeigendom.
De premier woonde de viering niet bij in 2000, omdat er onrust was in Waitangi, en in 2001 werd het officiële gedeelte verschoven van Waitangi naar Wellington. De verandering werd door de Maori gezien als een belediging. In 2003 en 2004 werden de vieringen wel weer in Waitangi gehouden.

## Inhoud
De vieringen in Waitangi beginnen vaak al de dag ervoor, 5 februari, in de Te Tii marae van de Ngapuhi, alwaar politici "verwelkomd" worden op de marae, en waar ze speeches aanhoren van de lokale iwi. Deze toespraken gaan over de problemen van de dag, en een verhit debat begint.
Op Waitangi Day hijst de New Zealand Navy de vlag van Nieuw-Zeeland, de Union Jack en de White Ensign in het landgoed.
De ceremonie omvat meestal een kerkdienst en culturele kunstuitingen zoals dans en zang. Er is ook een reconstructie van hoe gouverneur Hobson aan land werd gehaald. De dag eindigt met het strijken van de vlag door de marine.
In de rest van Nieuw-Zeeland wordt de dag op verschillende manieren gevierd, en vaak met een concert of festival. Sommige marae gebruiken de dag als een open dag, ze geven mensen de kans om Maoricultuur te beleven, of om aan te geven waar de Maori op dat moment staan, en waar de toekomst ligt.